# Laminacauda peruensis
Laminacauda peruensis är en spindelart som beskrevs av Alfred Frank Millidge 1985. Laminacauda peruensis ingår i släktet Laminacauda och familjen täckvävarspindlar.
Artens utbredningsområde är Peru. Inga underarter finns listade i Catalogue of Life.